# Férfi 200 méteres pillangóúszás a 2019. évi Afrikai játékokon
A  2019. évi Afrikai játékokonon a férfi  200 méteres pillangóúszás versenyszámát augusztus 21-én délután rendezték Casablancában az V. Mohammed Sportközpont–Olimpiai Uszodában.
A győztes az algériai Jaouad Syoud lett.

## Versenynaptár
Az időpont(ok) helyi idő szerint olvashatóak (UTC ±00:00):
| Dátum                       | Időpont | Forduló |
| --------------------------- | ------- | ------- |
| 2019. augusztus 21., szerda | 17:15   | Döntő   |

## Rekordok
A versenyt megelőzően a következő rekordok voltak érvényben:
| Afrika-rekord          | Chad le Clos (RSA) | 1:52,96 | London, Egyesült Királyság | 2012. július 31.    |
| Afrikai játékok-rekord | Chad le Clos (RSA) | 1:56,37 | Maputo, Mozambik           | 2011. szeptember 9. |

## Eredmények
A rövidítések jelentése a következő:
| - NR: országos rekord - DNS: nem indult |

### Döntő
| H  | P | Név                  | Nemzet                        | Idő     | Megj. |
| -- | - | -------------------- | ----------------------------- | ------- | ----- |
|    | 4 | Jaouad Syoud         | Algéria (ALG)                 | 2:01,01 | NR    |
|    | 6 | Lounis Khendriche    | Algéria (ALG)                 | 2:02,49 |       |
|    | 5 | Ahmed Salem          | Egyiptom (EGY)                | 2:03,79 |       |
| 4. | 3 | Khaled Morad         | Egyiptom (EGY)                | 2:04,83 |       |
| 5. | 2 | Alard Basson         | Dél-afrikai Köztársaság (RSA) | 2:06,92 |       |
| 6. | 7 | Ayrton Sweeney       | Dél-afrikai Köztársaság (RSA) | 2:07,08 |       |
| 7. | 8 | Abdeljabbar Regragui | Marokkó (MAR)                 | 2:11,44 |       |
| 8. | 1 | Maaher Harunani      | Kenya (KEN)                   | 2:12,52 |       |
|    |   | Ethan Fischer        | Botswana (BOT)                |         | DNS   |
|    |   | Adrian Robinson      | Botswana (BOT)                |         | DNS   |